# Thinker’s Library
Thinker’s Library (etwa: Bibliothek der Denker) ist eine englische Buchreihe mit einer Auswahl von Essays, Literatur und Auszügen aus den größeren Werken verschiedener klassischer und zeitgenössischer Humanisten und Rationalisten.
Die Reihe wurde zwischen 1929 und 1951 für die British Rationalist Association von Watts & Co. veröffentlicht. Sie besteht aus insgesamt 140 Bänden. Alle nicht-englischen Texte wurden in englischer Sprache veröffentlicht.
Watts & Co. war ein radikaler Verlag, der 1864 von Charles Watts (Senior) in London gegründet wurde. Sein Sohn Charles Albert Watts leitete den Verlag ab 1883 und begann, preiswerte Ausgaben von Schriftstellern wie Darwin, Huxley und Mill zu veröffentlichen. Daraus entwickelte sich die Thinker’s Library.

## Bände
1. „First and Last Things“ von H. G. Wells
2. „Education: Intellectual, Moral, and Physical“ von Herbert Spencer
3. „The Riddle of the Universe“ von Ernst Haeckel
4. „Humanity's Gain from Unbelief, and Other Selections from the Works of Charles Bradlaugh“ (1929)
5. „On Liberty“ von John Stuart Mill
6. „A Short History of the World“ von H. G. Wells
7. „The Autobiography of Charles Darwin“ von Charles Darwin
8. „The Origin of Species“ von Charles Darwin
9. „Twelve Years in a Monastery“ von Joseph McCabe
10. „History of Modern Philosophy“ von A. W. Benn (1930)
11. „Gibbon on Christianity“ – chapters 15 and 16 of Edward Gibbon's Decline and Fall of the Roman Empire (1930)
12. „The Descent of Man“ – Part 1 and the concluding chapter of Part 3, von Charles Darwin (1930)
13. „History of Civilization in England“ – Vol. I, von Henry Thomas Buckle
14. „Anthropology“ – Vol. I, von Sir Edward B. Tylor
15. „Anthropology“ – Vol. II, von Sir Edward B. Tylor
16. „Iphigenia“ – Two plays, von Euripides, translated von C. B. Bonner
17. „Lectures and Essays“ von Thomas Henry Huxley
18. „The Evolution of the Idea of God“ von Grant Allen
19. „An Agnostic's Apology, and Other Essays“ von Sir Leslie Stephen (March 1931)
20. „The Churches and Modern Thought“ von Vivian Phelips
21. „Penguin Island“ von Anatole France
22. „The Pathetic Fallacy“ von Llewelyn Powys
23. „Historical Trials (A Selection)“ von Sir John MacDonell
24. „A Short History of Christianity“ von J. M. Robertson
25. „The Martyrdom of Man“ von Winwood Reade
26. „Head-hunters, Black, White, and Brown“ von Alfred C. Haddon (1932)
27. „The Evidence for the Supernatural“ von Ivor Ll. Tuckett
28. „The City of Dreadful Night and other poems“ – A selection from the poetical works of James Thomson (1932)
29. „In the Beginning: The Origin of Civilisation“ von G. Elliot Smith
30. „Adonis: a Study in the History of Oriental Religion“ – from The Golden Bough von Sir James G. Frazer (1932)
31. „Our New Religion“ von H. A. L. Fisher
32. „On Compromise“ von John Morley
33. „A History of the Taxes on Knowledge“ von Collet Dobson Collet
34. „The Existence of God“ von Joseph McCabe (1933)
35. „The Story of the Bible“ von MacLeod Yearsley
36. „Savage Survivals: The Story of the Race Told in Simple Languages“ von J. Howard Moore
37. „The Revolt of the Angels“ von Anatole France
38. „The Outcast“ von Winwood Reade
39. „Penalties Upon Opinion“ von Hypatia Bradlaugh Bonner
40. „Oath, Curse, and Blessing“ von Ernest Crawley
41. „Fireside Science“ von Sir E. Ray Lankester
42. „History of Anthropology“ von Alfred C. Haddon (1934)
43. „The World’s Earliest Laws“ von Chilperic Edwards (1934)
44. „Fact and Faith“ von J. B. S. Haldane
45. „The Men of the Dawn“ von Dorothy Davison
46. „The Mind in the Making“ von James Harvey Robinson
47. „The Expression of the Emotions in Man and Animals“ von Charles Darwin
48. „Psychology for Everyman (and Woman)“ von A. E. Mander
49. „The Religion of the Open Mind“ von Adam Gowans Whyte
50. „Letters on Reasoning“ von J. M. Robertson
51. „The Social Record of Christianity“ von Joseph McCabe
52. „Five Stages of Greek religion: Studies Based on a Course of Lectures Delivered in April 1912 at Columbia University“ von Gilbert Murray (1935)
53. „The Life of Jesus“ von Ernest Renan (1935)
54. „Selected Works of Voltaire“ von Joseph McCabe
55. „What are we to do with our lives?“ von H. G. Wells
56. „Do What You Will“ von Aldous Huxley (1936)
57. „Clearer Thinking (Logic for Everyman)“ von A. E. Mander
58. „History of Ancient Philosophy“ von A. W. Benn
59. „Your Body: How it is built and how it works“ von D. Stark Murray
60. „What is Man?“ von Mark Twain (1936)
61. „Man and His Universe“ von John Langdon-Davies
62. „First Principles“ von Herbert Spencer
63. „Rights of Man“ von Thomas Paine
64. „This Human Nature“ von Charles Duff
65. „Dictionary of Scientific Terms as Used in the Various Sciences“ von Charles Marsh Beadnell
66. „A Book of Good Faith“ von Montaigne
67. „The Universe of Science“ von Hyman Levy
68. „Liberty To-day“ von C. E. M. Joad
69. „The Age of Reason“ von Thomas Paine
70. „The Fair Haven“ von Samuel Butler (1938)
71. „A Candidate for Truth: Passages from Emerson“ (1938)
72. „A Short History of Women“ von John Langdon-Davies
73. „Natural Causes and Supernatural Seemings“ von Henry Maudsley
74. „Morals, Manners, and Men“ von Havelock Ellis (1939)
75. „Pages from a Lawyer's Notebooks“ von E. S. P. Haynes
76. „An Architect of Nature“ – The autobiography of Luther Burbank (1939)
77. „Act of God“ von F. Tennyson Jesse
78. „The Man versus The State“ von Herbert Spencer
79. „The World as I See It“ von Albert Einstein (1940)
80. „Jocasta's Crime: An Anthropological Study“ von Lord Raglan
81. „The Twilight of the Gods and Other Tales“ von Richard Garnett
82. „Kingship“ von A. M. Hocart
83. „Religion Without Revelation“ von Julian Huxley
84. „Let the People Think“ von Bertrand Russell
85. „The Myth of the Mind“ von Frank Kenyon
86. „The Liberty of Man and Other Essays“ von Robert G. Ingersoll
87. „Man Makes Himself“ von V. Gordon Childe
88. „World Revolution and the Future of the West“ von W. Friedmann (1942)
89. „The Origin of the Kiss and Other Scientific Diversions“ von Charles Marsh Beadnell
90. „The Bible and its Background. Vol. I.“ von Archibald Robertson
91. „The Bible and its Background. Vol. II.“ von Archibald Robertson
92. „The Conquest of Time“ von H. G. Wells (1942)
93. „The Gospel of Rationalism“ von Charles T. Gorham
94. „Life's Unfolding“ von Sir Charles Sherrington (1944)
95. „An easy Outline of Astronomy“ von M. Davidson
96. „The God of the Bible“ von Evans Bell
97. „Man Studies Life“ von G. N. Ridley
98. „In Search of the Real Bible“[2] von A. D. Howell Smith
99. „The Outlines of Mythology“ von Lewis Spence
100. „Magic and Religion“ von Sir James G. Frazer
101. „Flight from Conflict“ von Laurence Collier
102. „Progress and Archaeology“ von V. Gordon Childe (1944)
103. „The Chemistry of Life“ von J. S. D. Bacon
104. „Medicine and Mankind“ von Arnold Sorsby
105. „The Church and Social Progress“ von Marjorie Bowen [Pseudonym von Margaret Gabrielle Long]
106. „The Great Mystics“ von George Godwin
107. „The Religion of Ancient Mexico“ von Lewis Spence
108. „Geology in the Life of Man“ von Duncan Leitch
109. „A Century for Freedom“ von Kenneth Urwin
110. „Jesus: Myth or History?“[3] von Archibald Robertson
111. The Ethics of Belief and Other Essays" von William Kingdon Clifford
112. „Human Nature, War and Society“ von John Cohen
113. „The Rational Good: A Study in the Logic of Practice“ von L. T. Hobhouse
114. „Man: The Verdict of Science“ von G. N. Ridley
115. „The Distressed Mind“ von J. A. C. Brown
116. „The Illusion of National Character“ von Hamilton Fyfe (1940)
117. „Population, Psychology, and Peace“ von J. C. Flugel
118. „Friar's Lantern“ von G. G. Coulton
119. „Ideals and Illusions“ von L. Susan Stebbing
120. „An Outline of the Development of Science“ von M. Mansel Davies
121. „Head and Hand in Ancient Greece: Four Studies in the Social Relations of Thought“ von Benjamin Farrington
122. „The Evolution of Society“ von J. A. C. Brown
123. „Background to Modern Thought“ von C. D. Hardie
124. „The Holy Heretics: The Story of the Albigensian Crusade“ von Edmond Holmes
125. „Man His Own Master“ von Archibald Robertson
126. „Men Without Gods“ von Hector Hawton
127. „The Earliest Englishman“ von Sir Arthur Smith Woodward
128. „Astronomy for Beginners“ von Martin Davidson
129. „The Search for Health“ von D. Stark Murray
130. „The Mystery of Anna Berger“ von George Godwin
131. „Wrestling Jacob“ von Marjorie Bowen [Pseudonym von Margaret Gabrielle Long]
132. „The Origins of Religion“ von Lord Raglan (1949)
133. „The Hero: A Study in Tradition, Myth, and Drama“ von Lord Raglan
134. „The Life of John Knox“ von Marjorie Bowen [Pseudonym von Margaret Gabrielle Long]
135. „The French Revolution“ von Archibald Robertson
136. „The Art of Thought“ von Graham Wallas
137. „Literary Style and Music“ von Herbert Spencer
138. „The Origin of Species“ von Charles Darwin
139. „The Science of Heredity“ von J. S. D. Bacon
140. „The Great Revivalists“ von George Godwin (1951)